# Fleksaton
Fleksaton je sodobno tolkalo, sestavljeno iz majhne kovinske plošče, vpete v žičnat okvir z ročico.